# La Guerre du Péloponnèse
Sauf précision contraire, les dates de cet article sont sous-entendues « avant l'ère commune » (AEC), c'est-à-dire « avant Jésus-Christ ».
La Guerre du Péloponnèse, ou Histoire de la guerre du Péloponnèse (en grec ancien : Ἱστορία τοῦ Πελοποννησιακοῦ Πολέμου) est un ouvrage de l'historien athénien Thucydide écrit à la fin du Ve siècle av. J.-C. et publié au début du siècle suivant, et qui raconte la guerre du Péloponnèse opposant la ligue du Péloponnèse, dirigée par Sparte, à la ligue de Délos, menée par Athènes ; il est généralement considéré comme la première œuvre constituant un récit historique fidèle et rigoureux[réf. nécessaire]. L’œuvre relate en huit livres les vingt premières années de la guerre du Péloponnèse (431-411) et reste inachevée, probablement à cause de la mort de l'auteur vers 399. Trois continuations sont composées au IVe siècle av. J.-C. pour poursuivre le récit de cette guerre jusqu'à la défaite d'Athènes, survenue en 404 : celles de Théopompe et de Cratippe ne nous sont pas parvenues, à l'inverse des deux premiers livres des Helléniques de Xénophon[réf. nécessaire].
Thucydide est un général athénien qui a servi durant le conflit ; n'ayant pu empêcher la prise d'Amphipolis (424), il doit se résoudre à l'exil. Le texte a ainsi sans doute été écrit en majeure partie durant son exil même s'il semble en avoir eu le projet dès 431. Son projet est de transmettre aux générations suivantes un témoignage de ce qu'il pressent être un conflit majeur. Cette œuvre est très largement considérée comme un classique, « un chef-d'œuvre de compréhension historique ».

## Résumé et structure

Les alliances à la veille de la guerre du Péloponnèse (431)

### Livre I: les causes de la guerre
L'une des grandes nouveautés de l'analyse historique de Thucydide est sa recherche de la cause des événements. Son premier livre essaye d'exposer les causes directes et les causes profondes à l'origine du conflit.
Après une introduction présentant l'objet de l'ouvrage, s'ouvre une partie traditionnellement appelée l'« Archéologie » (§ 2-21) qui résume l'histoire grecque depuis les origines jusqu'au début des guerres médiques (490). Après quelques considérations méthodologiques puis générales (§22-23), Thucydide détaille les deux causes directes qui ont déclenché la guerre : l'affaire de Corcyre (435-433, § 24-55), qui voit cette cité indépendante passer dans le camp athénien à la suite de la guerre civile d'Épidamne ; et l'affaire de Potidée (432-429, § 56-66), colonie corinthienne membre de la Ligue de Délos, qui décide de faire défection et est assiégée par Athènes. S'ensuit le débat à l'issue duquel les Spartiates décident la guerre (§ 67-88). Thucydide ouvre alors une longue parenthèse, appelée « Pentécontaétie » (§89-118), sur la période de cinquante ans qui, depuis la fin des guerres médiques, a permis à Athènes de se constituer un empire. Il s'agit ici pour l'historien de « la cause la plus vraie [et] aussi la moins avouée [de la guerre] : c'est à mon sens que les Athéniens, en s'accroissant, donnèrent de l'appréhension aux Lacédémoniens, les contraignant ainsi à la guerre ». Pour lui, c'est donc l'impérialisme athénien et la peur qu'il suscite chez la puissance établie qu'il vient concurrencer qui est la cause profonde de cette guerre, selon ce que la polémologie a depuis lors nommé « piège de Thucydide » en référence à ce passage. Les alliés des Spartiates votent à leur tour la guerre, et les revendications des uns et des autres conduisent à la rupture des négociations (§ 119-139). Le livre se finit sur le discours de Périclès qui convainc les Athéniens d'entrer en guerre (§ 140-146).

### Livre II: 431-429, peste d'Athènes
Le récit des trois premières années de guerre commence avec l'affaire de Platées (431), alliée d'Athènes attaquée par les Thébains (§ 1-6). Après quelques remarques sur les préparatifs de la guerre (§ 7-9), Thucydide raconte la première invasion de l'Attique par les Spartiates, qui se fera désormais chaque année, puis divers événements mineurs (§ 10-33). Face à cela, la stratégie de Périclès, dite des Longs Murs (abandonnant la campagne au pillage, les habitants se réfugient à l'intérieur de la ville), est difficilement acceptée par les Athéniens, ce qui n'empêche pas sa réélection comme stratège. Il prononce ensuite une oraison funèbre en l'honneur des premiers morts de la guerre, dans laquelle il rappelle les valeurs athéniennes (§ 34-46).
La deuxième année de la guerre (430) voit une nouvelle invasion lacédémonienne de l'Attique ; la population athénienne, entassée dans la ville et derrière les Longs Murs, connaît alors une épidémie dévastatrice appelée peste d'Athènes (peut-être le typhus), qui tue Périclès et contamine Thucydide, qui en réchappe (§ 47-70). Diverses opérations occupent l'année suivante (429) à Platées, en Thrace, en Acarnanie et en Macédoine, jusqu'aux deux victoires navales athéniennes à Patras et Naupacte qui montrent la supériorité intacte d'Athènes sur mer (§ 71-103).

### Livre III: 428-426, sac de Mytilène
La domination athénienne est mal supportée par des alliés aux ordres. En 428, Mytilène et toutes les cités de Lesbos à l'exception de Méthymne quittent la ligue de Délos et demandent de l'aide à Sparte (§ 1-19), mais les Athèniens assiègent et reprennent la ville l'année suivante, et y installent des clérouques (§ 25-50). Après trois années de siège et malgré une résistance héroïque (§ 20-24), Platées est conquise par les Péloponnésiens en 427 (§ 51-68). Les désordres dans différentes villes (guerre civile à Corcyre, intégration de la Sicile dans la guerre, mouvements en Étolie et en Locride) montrent une direction de plus en plus affirmée de guerre totale, fratricide et idéologique (§ 69-116).

### Livre IV: 425-422, bataille de Sphactérie

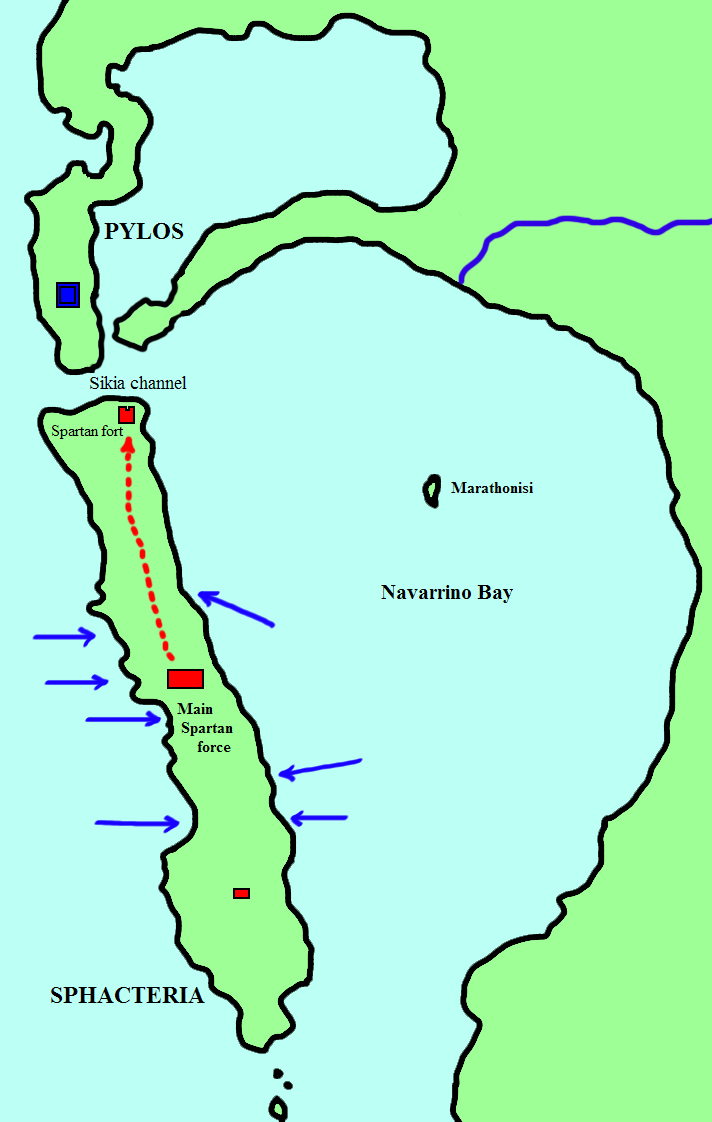
Schéma de la bataille de Sphactérie

L'installation des Athéniens à Pylos et leur victoire sur les Spartiates lors de la bataille de Sphactérie auraient pu conclure cette guerre par une paix des braves, mais la volonté d'Athènes fait échouer tout traité (§ 1-23 et 26-41). On voit poindre ses ambitions sur la Sicile (§24-25). La guerre se poursuit sur différents théâtres : en Corinthie (§ 42-45) ; à Corcyre, où les atrocités continuent (§ 46-49) ; en Sicile, où une trêve est conclue, après le discours d'Hermocrate contre le développement de l'empire athénien (§ 50-65) ; à Mégare, en Asie mineure et en Béotie (§ 66-77 et 133-135) ; et à Délion, où les Athéniens sont battus par les Béotiens (§ 89-101). Thucydide s'attarde plus longuement sur la Thrace (§ 78-88 ; 102-116 et 120-132) où se battent deux partisans de la guerre, Cléon pour Athènes et Brasidas pour Sparte ; Thucydide lui-même est vaincu à Amphipolis et exilé. Les modérés de Sparte, qui veulent récupérer leurs otages de Sphactérie, et d'Athènes, qui craignent de nouvelles défaites en Thrace, entrent en négociations et signent un armistice d'un an (§ 117-119).

### Livre V: 422-416, paix de Nicias
Un an plus tard, en 422, alors que Cléon et Brasidas meurent en Thrace (§ 1-12), Athéniens et Spartiates négocient un traité de paix (§ 13-24). Mais Thucydide insiste sur la continuité qui lie les dix années de guerre qui s'achèvent aux huit années qui attendent encore les deux cités entre 412 et 404 : la paix de Nicias n'est qu'une pause dans le conflit (§ 25-26). Pour contrer le pouvoir de Sparte dans le Péloponnèse, Argos tente de fédérer une alliance, que les Athéniens acceptent de rejoindre, mais de manière uniquement défensive (§ 27-52). Mais après avoir envahi le territoire d'Épidaure, Argos est à son tour envahie par Sparte ; les deux armées s'affrontent à la bataille de Mantinée, la plus importante de la guerre ; Argos est vaincue, se dote d'une oligarchie et signe une alliance avec Sparte (§ 53-81). En 416, Athènes veut soumettre Mélos, cité neutre mais d'origine spartiate, qui se conclut par une victoire athénienne ; mais avant l'affrontement, Thucydide met en scène le seul dialogue du texte, dit dialogue mélien, où la loi du plus fort des Athéniens s'oppose à l'appel à la justice des Méliens (§ 82-116).

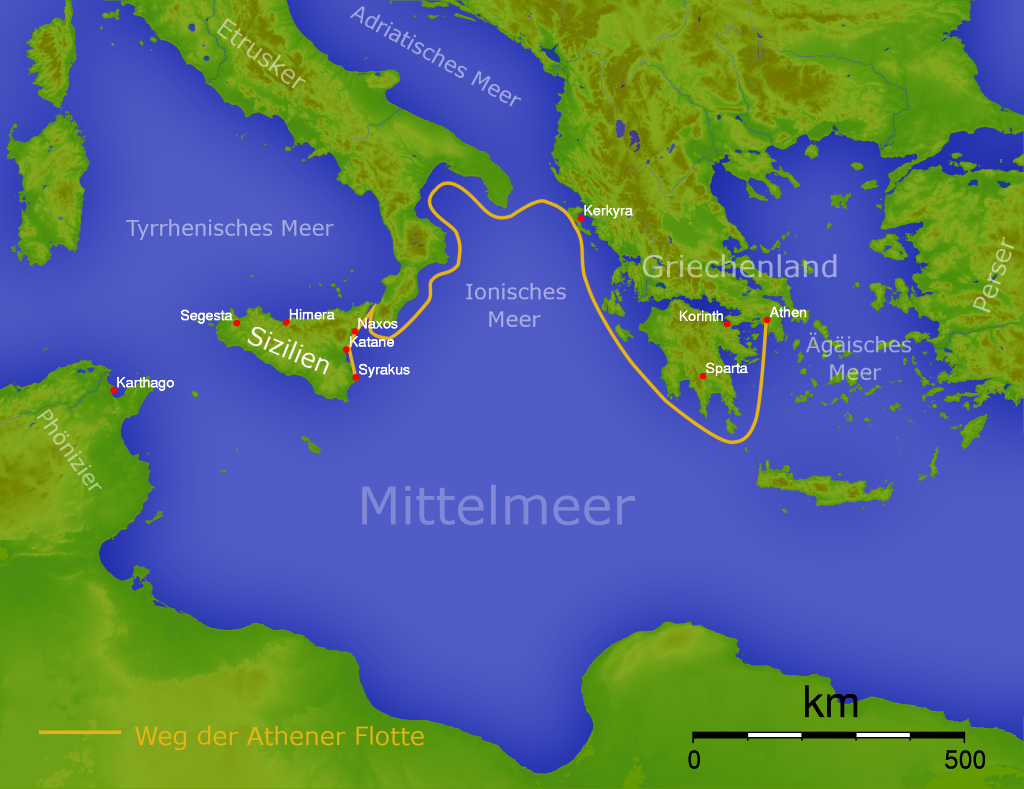
Itinéraire de l'expédition athénienne en Sicile

### Livre VI: 415-413, début de l'expédition de Sicile
Après un court développement sur l'histoire et le peuplement de la Sicile (§ 1-6), Thucydide met en scène le débat devant l'assemblée athénienne concernant une expédition en Sicile, combattue par Nicias et soutenue par Alcibiade ; l'expédition, sous le commandement de Nicias, Alcibiade et Lamachos, est votée ; mais, à la suite du scandale de la mutilation des Hermès, Alcibiade est mouillé dans des révélations sur des parodies de mystères (§ 7-32). Pendant que les Syracusains discutent de l'attitude à adopter (§ 32-41), les Athéniens arrivent en Sicile, font le tour des cités de l'île et d'Italie du sud pour compter leurs soutiens et lever des troupes (§ 42-52). Pendant ce temps, Alcibiade est rappelé à Athènes pour s'expliquer sur les parodies de mystères, mais s'enfuit à Sparte ; Thucydide donne à cette occasion sa version de la fin de la tyrannie des Pisistratides (§ 53-61). Athéniens et Syracusains continuent de rassembler leurs forces, et peu de combats ont lieu en dehors de la bataille de l'Olympieion (§ 62-71) : préparatifs divers, négociations avec Camarine, conseils d'Alcibiade aux Spartiates pour qu'ils envoient des renforts en Sicile et occupent Décélie en Attique (§ 72-93). Quelques opérations occupent le printemps 414 avant que les Athéniens ne se décident à occuper une partie de Syracuse (§ 94-105).

### Livre VII: 413, fin de l'expédition
L'arrivée de Gylippe à Syracuse sauve la ville du siège athénien (§ 1-9). Un rapport alarmant de Nicias provoque l'envoi par l'assemblée de renforts conduits par Démosthène et Eurymédon (§ 10-18). L'année suivante (413), les Spartiates envahissent l'Attique et, comme l'avait suggéré Alcibiade, fortifient Décélie (§ 19-20). Sur le chemin de la Sicile, Démosthène est occupé par diverses opérations autour du Péloponnèse (§ 25-36) ; en arrivant à Syracuse, il redonne espoir aux Athéniens, mais les discussions avec Nicias sur la stratégie à adopter traînent en longueur (§ 42-49). Quatre batailles très rapprochées ont lieu sur terre et sur mer : le résultat des trois premières est indécis, la quatrième est une sévère défaite athénienne (§ 21-24 ; 37-41 ; 50-56 ; 57-71). Les stratèges ordonnent alors la retraite vers l'intérieur des terres, espérant se réfugier chez des Sikèles alliés, mais les fuyards sont harcelés par les troupes spartiates et syracusaines. Les Athéniens, forcés de se séparer en deux groupes conduits l'un par Nicias, l'autre par Démosthène, se rendent : de nombreux soldats sont massacrés, et environ sept mille sont emprisonnés dans des conditions épouvantables dans les latomies ; Nicias et Démosthène sont exécutés (§ 72-87).

### Livre VIII: 412-411, retour d'Alcibiade
Après la nouvelle du désastre athénien en Sicile, Sparte est contactée par de nombreuses cités qui souhaitent quitter la ligue de Délos, mais aussi par les Perses Tissapherne, satrape de Carie, et Pharnabaze, satrape dans l'Hellespont, qui souhaitent réintégrer les cités de la côte d'Asie mineure à la Perse (§ 1-6). En 412, Sparte s'associe d'abord à Tissapherne : Chios, Milet et Lesbos font défection ; Athènes envoie une flotte qui prend pour base Samos (§ 7-44). Pendant ce temps, Alcibiade quitte Sparte, passe dans le camp de Tissapherne et tente de le rallier à Athènes ; il convainc aussi certains officiers basés à Samos de renverser la démocratie pour complaire aux Perses (§ 45-60). En 411, la démocratie est remplacée à Athènes par le régime oligarchique des Quatre-Cents, qui ne survit que quelques mois ; la démocratie est rétablie avec l'aide de l'armée de Samos et à la suite d'une révolte d'hoplites (§ 61-98). Les flottes athénienne et spartiate se déplacent ensuite vers l'Hellespont, où une bataille a lieu (§ 99-109).

## Analyse
Les analystes de l’œuvre se séparent généralement en deux camps. D'un côté, on trouve ceux qui considèrent cette œuvre comme objective et scientifique du point de vue historique. Cette opinion traditionnelle se retrouve par exemple chez J. B. Bury qui considère que l'ouvrage est « sévère dans son détachement, écrit à partir d'un point de vue purement intellectuel, débarrassé des platitudes et des jugements moraux, froid et critique ».
Une autre interprétation s'est développée plus récemment. Elle défend l'idée selon laquelle La Guerre du Péloponnèse est mieux comprise si on voit en elle une œuvre littéraire plutôt qu'une retranscription objective du passé. Cette hypothèse est mise en avant par W. R. Connor, qui décrit Thucydide comme « un auteur qui entre en réaction avec son matériau, le sélectionne et l'arrange habilement, qui développe son potentiel symbolique et émotionnel ». Mais ces deux analyses peuvent facilement se rejoindre et permettent de mieux saisir les tensions internes d'un ouvrage qui, comme le remarque Pierre Vidal-Naquet, par son attachement à la raison, met aussi en lumière la force de la déraison dans l'histoire.

### Rigueur historique
Contemporain de l'essor du rationalisme à Athènes, Thucydide mène son récit historique avec rigueur. Il délimite clairement son sujet au récit de la guerre, en y intégrant les questions économiques, mais ignorant tout ce qui n'influence pas directement le cours des événements. Parmi les faits historiques, il écarte d'emblée les oracles, qu'il mentionne parfois pour leur intérêt psychologique, et les interventions divines ; il condamne la superstition de Nicias qui l'empêche de prendre une décision rapide. Il néglige les prétextes et montre la guerre de manière réaliste, avec sa violence, les intérêts personnels en jeu, l'effacement de la morale.
L'une des innovations importantes de Thucydide est la présentation chronologique des événements. Il prend soin de dater l'entrée en guerre selon les magistrats éponymes des différentes cités, puis se contente de clore le récit de chaque année par la même formule, par exemple : « Voilà ce qui arriva durant cet hiver ; avec lui finissait la sixième année de cette guerre racontée par Thucydide ». Il est très rare que l'historien s'écarte de ce récit chronologique. Dans le livre VIII, certains retours en arrière peuvent s'expliquer par les questions de politique intérieure, au temps plus long, qui influencent directement le cours des événements, ou bien par le caractère inachevé de ce livre, auquel toutes les corrections nécessaires n'ont peut-être pas pu être apportées. D'autre part, Thucydide introduit trois parenthèses : l'« Archéologie », sur l'histoire de la Grèce des origines aux guerres médiques ; la « Pentakontaétie », sur les cinquante ans qui séparent les guerres médiques de la guerre du Péloponnèse et voient l'émergence de l'empire athénien ; et une parenthèse sur la version plus réaliste de Thucydide concernant le meurtre des Pisistratides.
Thucydide utilise les sources les plus variées : les poètes épiques, qu'il soumet à examen et dont il tire surtout des renseignements sur les usages anciens ; des inscriptions ; des vestiges « archéologiques » lors des travaux de Délos ; les traditions orales ; les témoignages directs ; et bien sûr l'« autopsie », c'est-à-dire le récit de ce dont il a été témoin. Il a confronté ces différentes versions et présente au lecteur le résultat de cette enquête.

### Discours
Le récit de Thucydide est ponctué de nombreux discours et d'un dialogue, celui des Méliens et des Athéniens, tous fictifs. L'intérêt que leur assigne l'historien est clair : « J'ai exprimé ce qu'à mon avis [les protagonistes de la guerre] auraient pu dire qui répondît le mieux à la situation, en me tenant, pour la pensée générale, le plus près possible des paroles réellement prononcées ». Ils constituent comme des pauses dans le récit, qui permettent de s'arrêter sur l'analyse des motifs de la guerre ou de la paix, des forces en présence. Cette fiction ne doit pas tromper : l'historien réunit en un seul discours des éléments qui ont dû être présentés par les personnages à plusieurs occasions ; Thucydide se plaît aussi à organiser les discours en couples, appelés antilogies, pour montrer les antagonismes.

### Portée universelle
Les événements rapportés par Thucydide ont une portée universelle et, par analogie, le lecteur peut y voir des similitudes avec les événements ultérieurs : « Je m’estimerai pourtant satisfait s’il [le récit] est jugé utile par ceux qui voudront voir claire dans les événements du passé, comme dans ceux, semblables ou similaires, que la nature humaine nous réserve dans l’avenir ». Car dans l'Histoire, c'est toujours la nature humaine qui est à l'œuvre : « l'histoire de Thucydide se lit comme un conflit entre la lucidité humaine et ces passions humaines qui entraînent les peuples à l'erreur ». Cette analyse historique se manifeste dans toute son exigence dès le premier livre, intégralement consacré aux causes, apparentes et profondes, de la guerre.

## Voir aussi

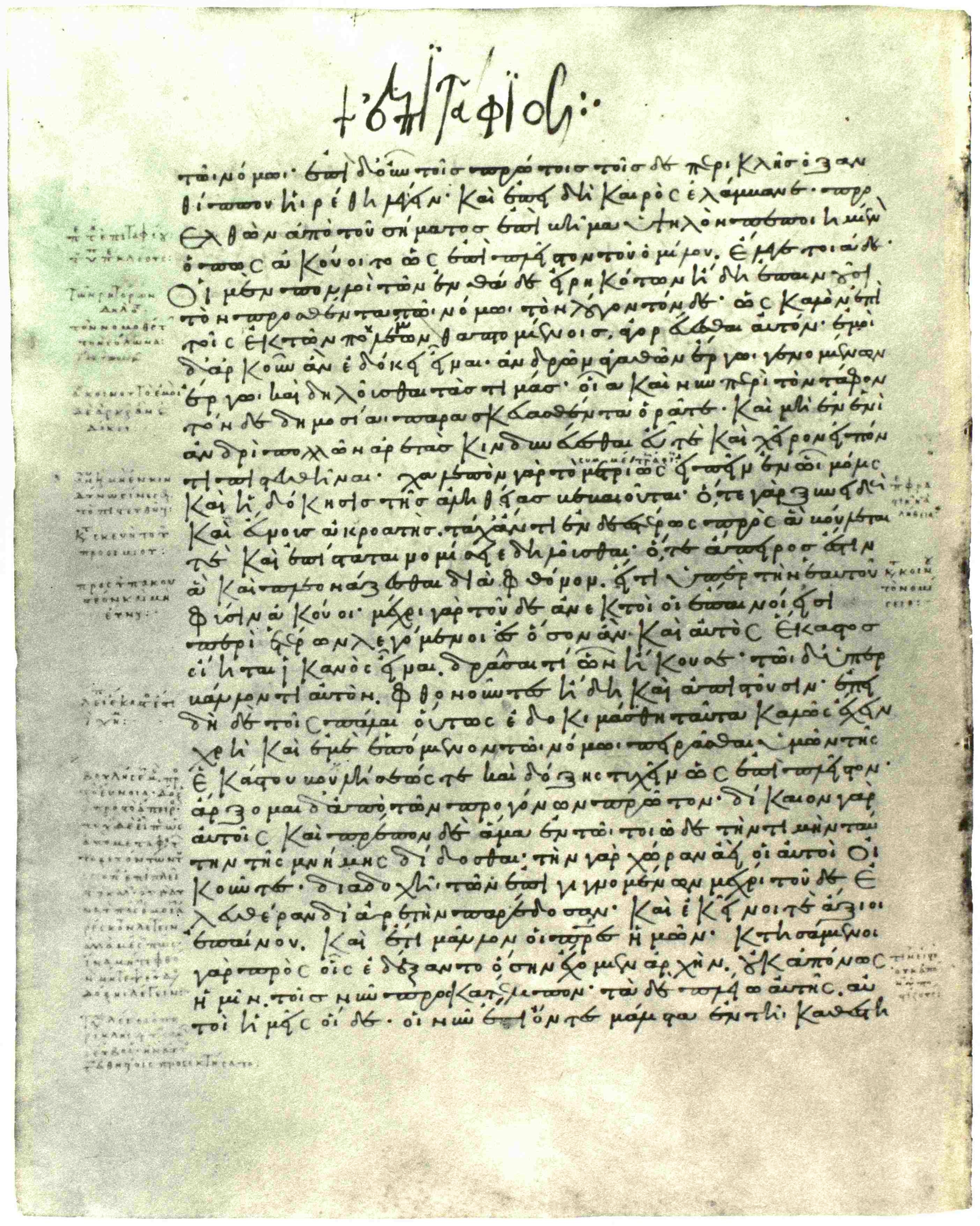
Manuscrit du Xe siècle, Bayerische Staatsbibliothek de Munich.
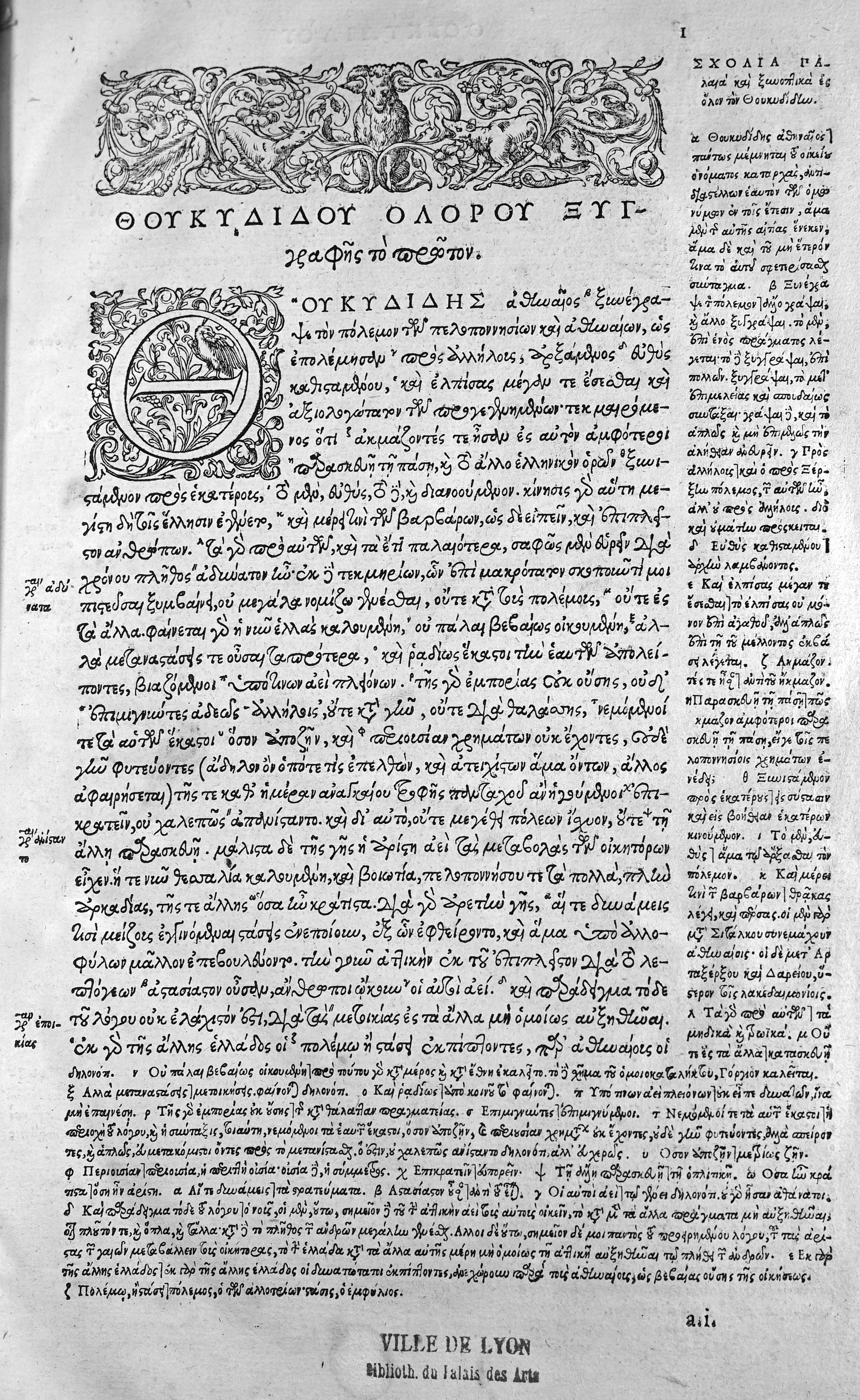
Édition bilingue, grec/latin de 1564 par Henri Estienne.